# Arun Jaitley
Arun Jaitley (28 tháng 12 năm 1952 - 24 tháng 8 năm 2019)  là một chính trị gia và luật sư người Ấn Độ. Là thành viên của Đảng Bharatiya Janata, Jaitley từng là Bộ trưởng Bộ Tài chính và các vấn đề doanh nghiệp của Chính phủ Ấn Độ từ 2014-2019.
Jaitley trước đây đã nắm giữ các vị trí quản lý Tài chính, Quốc phòng, Công ty, Thương mại và Công nghiệp và Pháp luật và Tư pháp trong nội các của chính phủ Vajpayee và chính phủ Narendra Modi. Từ năm 2009 đến 2014, ông là Thủ lĩnh phe đối lập ở Rajya Sabha. Ông giám sát việc giới thiệu Thuế Hàng hóa và Dịch vụ đưa quốc gia theo một chế độ GST, hủy bỏ, sáp nhập ngân sách Đường sắt với ngân sách chung và đưa ra Luật Phá sản và Phá sản. Jaitley quyết định không tham gia Nội các Modi vào năm 2019, do vấn đề sức khỏe.

## Tuổi thơ
Arun Jaitley sinh ngày 28 tháng 12 năm 1952 tại Delhi. Cha của ông Maharaj Kishen Jaitley là một luật sư và mẹ ông Ratan Mitchha Jaitley là một bà nội trợ. Jaitley đã học tại trường St. Xavier, Delhi từ năm 1957. Ông tốt nghiệp với bằng danh dự về thương mại, BCom. từ trường cao đẳng thương mại Shri Ram, New Delhi năm 1973. Ông đã đỗ văn bằng LLB của Khoa Luật, Đại học Delhi, năm 1977.